# Tiruvaca falcata
Tiruvaca falcata là một loài bướm đêm trong họ Noctuidae.